# Laurie Holden
Pour les articles homonymes, voir Holden.
Heather Laurie Holden, dite Laurie Holden, est une actrice, productrice et militante des droits de l'homme née le 17 décembre 1969 à Los Angeles.
Elle possède la double nationalité américaine et canadienne et parle français.
Elle est connue pour le personnage de Marita Covarrubias dans la série télévisée X-Files, Olivia Murray dans The Shield, Andrea dans The Walking Dead, Renee dans The Americans et le personnage de Comtesse Rouge dans The Boys. Au cinéma, elle s'est notamment fait remarquer par ses rôles dans les films The Majestic (aux côtés de Jim Carrey), Silent Hill et The Mist.

## Biographie

### Enfance et éducation
Née à Los Angeles, Laurie Holden est la fille des acteurs Glen Corbett (né Larry Holden, 1922-1997) et Adrienne Ellis (1941-2019). Sa grand-mère, l'actrice Gloria Holden (1903-1991), joua entre autres dans La Fille de Dracula (1936) et La Vie d'Émile Zola (1937). Son frère, Christopher Holden, a également fait carrière dans la télévision et le cinéma en tant qu'assistant réalisateur et producteur. Après le divorce de ses parents, sa mère se remarie avec le réalisateur anglais Michael Anderson et part vivre à Toronto avec ses deux enfants. C'est sous la direction de son beau-père que Laurie commence sa carrière d'actrice en 1980, en interprétant la fille du personnage joué par Rock Hudson dans la mini série télévisée Les Chroniques martiennes. La petite fille initialement retenue pour le rôle se désiste et, dans l'urgence, Laurie remplace la jeune comédienne au pied levé.
Adolescente, elle remporte plusieurs prix de beauté (dont le « Look of the Year » de la célèbre agence de mannequin Elite en 1986) et joue des petits rôles dans quelques films. On peut notamment la voir aux côtés de Burt Reynolds dans Preuve à l'appui (Physical Evidence), réalisé par Michael Crichton en 1989.
Cependant, elle ne se destine pas dans l'immédiat à effectuer une carrière d'actrice. Parallèlement à une carrière de mannequin, elle s'inscrit à l'Université McGill de Montréal pour y effectuer des études en sciences politiques et en économie.
Elle possède des origines françaises et anglaises.

## Carrière

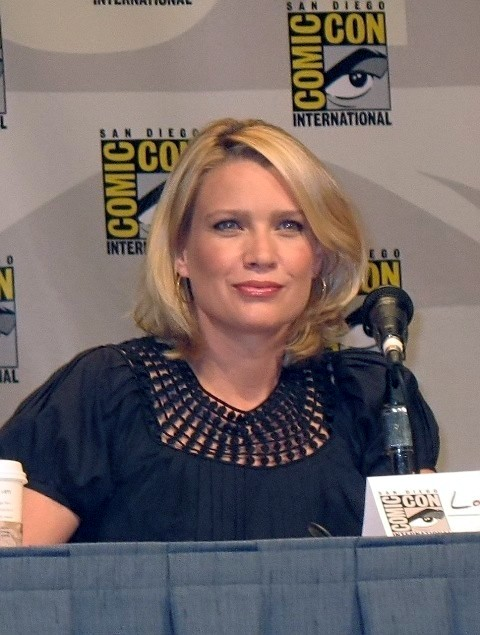
Laurie Holden lors du Comic-Con en 2007 pendant la promotion du film The Mist.

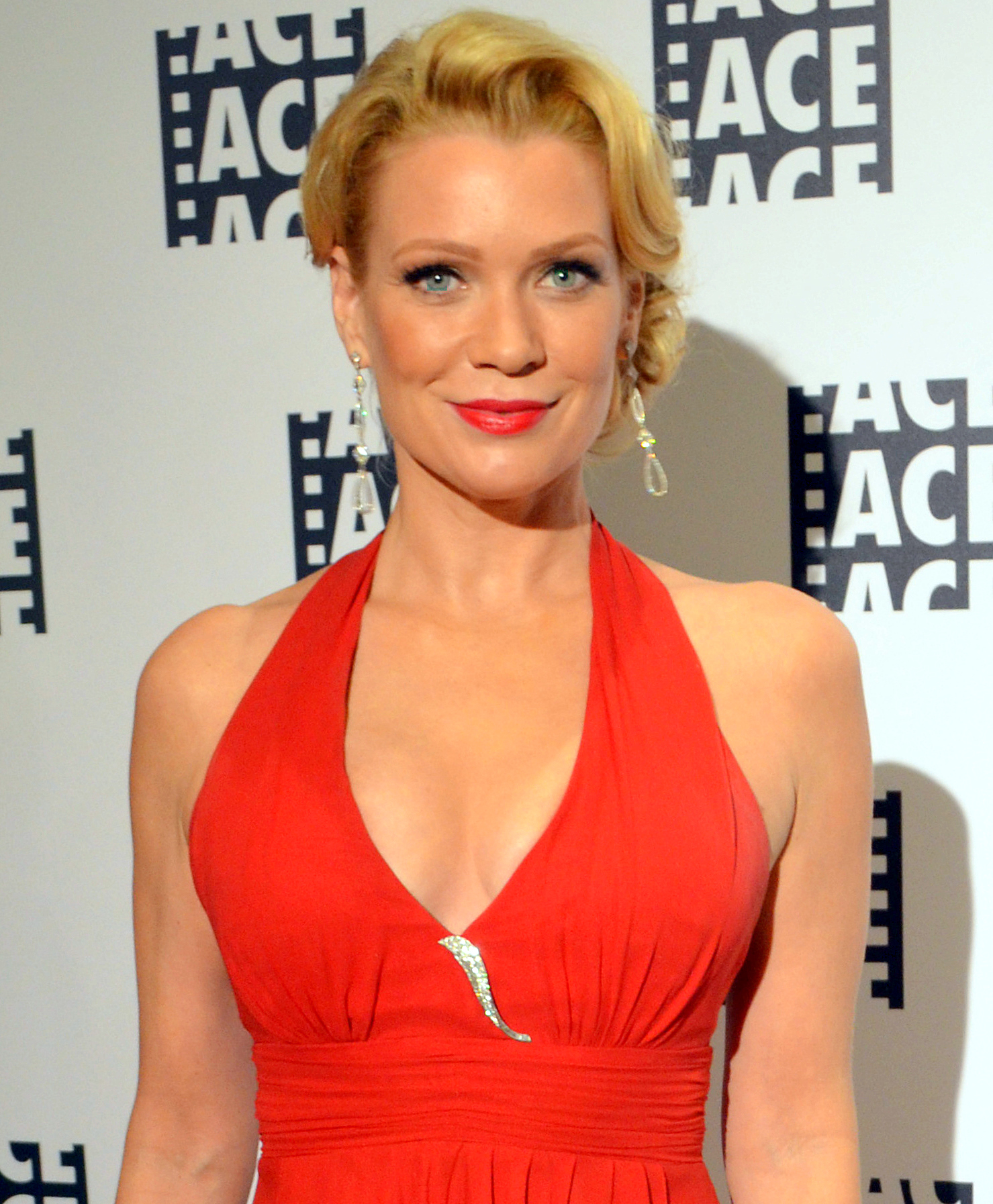
Laurie Holden lors des ACE Eddie Awards
le 18 février 2012.

Rattrapée par la tradition familiale, Laurie s'inscrit par la suite à l’UCLA de Los Angeles où elle suit les cours de Robert Reed. Elle en ressort diplômée en 1993, remportant à cet effet le prix de la meilleure actrice. Elle étudie également les classiques du théâtre anglais à la Webber Douglas Academy of Dramatic Art. Elle enchaîne ensuite par des rôles réguliers dans les séries Family Passions et Destiny Ridge (1993) et tourne plusieurs mini séries pour la télévision, apparaissant aux côtés de Vanessa Redgrave dans Intrigues impériales (1991), et de William Shatner dans TekWar (1993).
Elle tient également le rôle principal du téléfilm Le Lac Ontario (1996), adaptation d'un roman de James Fenimore Cooper qui retrace la guerre entre colons français et britanniques dans le Canada du XVIIIe siècle. En 1996, l'actrice est nommée au Gemini Award (équivalent canadien de l'Emmy Award) pour sa prestation dans un épisode de la série télévisée Un tandem de choc. Elle participe à plusieurs séries télévisées : elle joue ainsi un double rôle (une sorcière et sa descendante) dans un épisode de la série Poltergeist : Les Aventuriers du surnaturel.
Laurie Holden se fait connaître auprès du public avec le personnage de Marita Covarrubias, la mystérieuse informatrice de l'agent Fox Mulder, qu'elle incarne de 1996 à 2002 dans la série de police-fiction X-Files. Second personnage féminin récurrent dans la série après celui de Dana Scully, sa participation régulière est remarquée. Parallèlement, elle joue le rôle de Mary Travis dans les deux saisons de la série Les Sept Mercenaires (1998-2000), une jeune femme indépendante qui dirige le journal local d'une petite ville du Far West. La distribution inclut également Michael Biehn, Ron Perlman et Robert Vaughn.
Au cinéma, Laurie Holden est révélée aux côtés de Jim Carrey dans le film de Frank Darabont, The Majestic (2001). Le réalisateur la remarque alors qu'elle se produit au théâtre au Larry Moss Acting Studio dans une adaptation de la pièce de Tennessee Williams, La Chatte sur un toit brûlant. Il lui confie le rôle d'Adele Stanton, une jeune femme qui croit reconnaître son fiancé disparu à la guerre sous les traits d'un homme amnésique. Pour ce film, la prestation de Laurie Holden est notamment saluée par le New York Times. On la revoit ensuite dans la comédie familiale Bailey's Billion$ (avec Dean Cain, Jennifer Tilly et Tim Curry), puis dans Les 4 Fantastiques (2005). En 2006, elle est à l'affiche du film Silent Hill, que réalise Christophe Gans, et où elle campe l'officier de police Cybil Bennett. Laurie Holden retrouve le réalisateur Frank Darabont pour le tournage de The Mist (2007), adaptation de la nouvelle de Stephen King au cinéma, aux côtés de Thomas Jane et Marcia Gay Harden.
En 2008, l'actrice rejoint la distribution de la septième et dernière saison de la série policière The Shield, où elle incarne l'agent fédéral Olivia Murray. À partir de 2010, elle interprète le rôle d'Andrea dans la série télévisée adaptée du comics éponyme The Walking Dead, marquant ainsi sa troisième collaboration avec le réalisateur Frank Darabont. Sa prestation dans la série lui vaut d'être nommée en 2011 et 2013 aux Saturn Awards, et Scream Awards en tant que meilleure actrice dans un second rôle à la télévision. Elle remporte ainsi le Saturn Award de la meilleure actrice en 2013.
Elle figure ensuite dans la saison 3 de  Major Crimes, où elle interprète Ann McGinnis.
En 2014, elle partage de nouveau l'affiche au cinéma avec Jim Carrey dans la comédie Dumb and Dumber De, réalisée par les frères Farrelly.
En 2015, elle rejoint le casting de la saison 3 de la série  Chicago Fire, où elle prête ses traits au Dr Hannah Tramble. Elle fait partie de la distribution principale de son spin-off Chicago Med, mais se retire finalement du projet.
Elle participe ensuite à la série  The Americans, en jouant un personnage récurrent, Renee, dans les saisons 5 et 6.
En 2017, elle tourne dans le film fantastique  Pyewacket, second long-métrage du réalisateur canadien Adam MacDonald, traitant de la sorcellerie. Elle y joue le rôle d'une femme dépressive après la mort de son mari et qui entretient une relation conflictuelle avec sa fille adolescente (interprétée par Nicole Muñoz).
L'année suivante, elle est à l'affiche au cinéma aux côtés de Mel Gibson et Vince Vaughn dans le thriller Traîné sur le bitume, réalisé par S. Craig Zahler.
Elle rejoint ensuite la série de la FOX Proven Innocent, lancée en 2019, où elle tient le rôle récurrent de Greta Bellows. Le programme est cependant annulé au bout d'une saison. En 2022, elle intègre la saison 3 de la série de super-héros à succès The Boys (diffusée sur Prime Video), avec le rôle de la Comtesse Rouge. Elle interprète par ailleurs deux chansons sur la bande originale: America's Son et Chimps Don't Cry.
En parallèle à sa carrière d'actrice, Laurie Holden travaille également comme productrice sur plusieurs projets. Elle participe à la production du film britannique Honeytrap (2014) et du film The Time of Their Lives (2017), avec Joan Collins.

## Engagement humanitaire
Laurie Holden s'est engagée dans diverses œuvres de charité au profit des enfants défavorisés et de la protection des animaux. Depuis 2009, elle est l'une des fondatrices et porte parole de la Somaly Mam Foundation, organisme canadien sans but lucratif, dont la mission est de combattre l'esclavage sexuel à l'échelle mondiale en favorisant le secours, la réhabilitation et la réintégration des victimes et en sensibilisant la population à ce fléau. Elle siège aussi comme membre consultative dans la section américaine de l’organisme. Dans cette perspective, elle a passé une maîtrise en droits de l'homme à l'université Columbia de New York. Elle fait également partie de l'association zimbabwéenne Almasi Collaborative Arts, qui promeut l’art dramatique, et soutient activement Home From Home, une organisation à but non lucratif sud-africaine qui recueille et éduque les orphelins atteints du sida. Laurie Holden a vécu sept mois durant dans le township de Khayelitsha en Afrique du Sud où elle a travaillé avec les enfants de l’orphelinat.
En 2014, elle intègre l'opération Underground Railroad, qui vise le sauvetage d'enfants mineurs en Colombie, victimes du trafic sexuel. L'équipe d'intervention, dirigée par Timothy Ballard et en collaboration avec la police, a ainsi pu sauver 55 victimes et faire arrêter 11 trafiquants.

## Filmographie

### Cinéma
- 1986 : Separate Vacations de Michael Anderson : Karen
- 1989 : Preuve à l'appui (Physical Evidence) de Michael Crichton : La petite amie de Matt
- 1995 : Sans pitié ni pardon (Expect, No Mercy) de Zale Dalen : Vicki
- 1996 : Past Perfect de Jonathan Heap : Ally Marsey
- 2001 : The Majestic de Frank Darabont : Adele Stanton
- 2004 : Meet Market de Charlie Loventhal : Billy
- 2005 : Oscar, le chien qui vaut des milliards (Bailey's Billion$) de David Devine (en) : Marge Maggs
- 2005 : Les Quatre Fantastiques (Fantastic Four) de Tim Story : Debbie McIlvane
- 2006 : Silent Hill de Christophe Gans : Cybil Bennett
- 2007 : The Mist de Frank Darabont : Amanda Dunfrey
- 2014 : Dumb and Dumber De (Dumb and Dumber To) de Peter et Bobby Farrelly : Adele Pinchelow
- 2017 :  Pyewacket d'Adam MacDonald : Madame Reyes
- 2018 : Traîné sur le bitume (Dragged Across Concrete) de S. Craig Zahler : Melanie Ridgeman
- 2019 : Arctic Dogs : Mission polaire (Arctic Dogs) d'Aaron Woodley : Dakota (voix)
- 2022 : Vaillante (Fireheart)  de Theodore Thy : Pauline (voix)

#### Productrice
- 2014 : Honeytrap de Rebecca Johnson
- 2017 : The Time of Their Lives de Roger Goldby

### Télévision

#### Séries télévisées
- 1980 : Les Chroniques martiennes (The Martian Chronicles) (mini-série) : Marie Wilder
- 1988 : Captain Power et les soldats du futur (Captain Power and the Soldiers of the Future) (saison 1, épisode 12: Compte à rebours) : Erin
- 1991 : Intrigues impériales (Young Catherine) (mini-série) : Princesse Catherine Dachkov
- 1991 : Le père Dowling (Father Dowling Mysteries) (saison 3, épisode 19: The Hardboiled Mystery) : Joyce Morrison / Judith Carswell
- 1993 : Scales of Justice (saison 3, épisode 3: Who Killed Sir Harry Oakes?) : Nancy Oakes
- 1993 : Secret Service (saison 1, épisode 13: Larceny Inc./Reach Out and Rob Someone/Jet Threat): Suki
- 1993 : Destiny Ridge : Darlene Kubolek
- 1993-1994 : Family Passions : Claire
- 1994 : TekWar : Rachel Tudor
- 1995 : Un tandem de choc (Due South) (saison 1, épisode 22: Laisser aller) : Jill Kennedy
- 1995 : Highlander (saison 4, épisode 1: Retour aux sources) : Debra Campbell
- 1996 : Arabesque (Murder, She Wrote) (saison 12, épisode 22: Le secret qui tue) : Sherri Sampson
- 1996 : Poltergeist : Les Aventuriers du surnaturel (Poltergeist: The Legacy) (saison 1, épisode 14: La treizième génération) : Cora Jennings / Sarah Browning
- 1996 : Two (saison 1, épisode 4: Anniversaire maudit) : Madeline Reynolds
- 1996 - 2002 : X-Files : Aux frontières du réel (The X-Files) (saisons 4-7 et 9, 10 épisodes) : Marita Covarrubias
- 1998 - 2000 : Les Sept Mercenaires (The Magnificent Seven) (saisons 1-2, 19 épisodes) : Mary Travis
- 2000 : Au-delà du réel : L'aventure continue (The Outer Limits) (saison 6, épisode 5: Le point de rupture) : Susan McLaren
- 2001 : Big Sound (saison 1, épisode 5: Shabbas Bloody Shabbas) : Piper Moran
- 2008 : The Shield (saison 7, 13 épisodes) : Agent Fédéral Olivia Murray
- 2010 - 2013 : The Walking Dead (saisons 1-3, 35 épisodes) : Andrea Harrison
- 2014 - 2015 : Major Crimes (saison 3, 3 épisodes) : Ann McGinnis
- 2015 : Chicago Fire (saison 3, épisode 19: Carnage aux urgences) : Dr. Hannah Tramble
- 2017 - 2018 :  The Americans (saisons 5-6, 12 épisodes) : Renee
- 2019 : Proven Innocent (saison 1, 7 épisodes) : Greta Bellows
- 2022 : The Boys (saison 3, 5 épisodes) : La Comtesse Rouge

#### Téléfilms
- 1996 : Le Lac Ontario (The Pathfinder)  de Donald Shebib : Mabel Dunham
- 1997 : Double Écho (Echo)  de Charles Correll : Scarlett Antonelli
- 1997 : Alibi   de Andy Wolk : Beth Polasky
- 1997 : La Loi du colt (Dead Man's Guns)   de Brad Turner : Bonnie Lorrine (Segment « La Mine d'or »)
- 2000 : Rencontre avec le passé (The Man Who Used To Be Me)   de Jeff Woolnoogh : Amy Ryan

### Jeu vidéo
- 2004 : The X-Files: Resist or Serve : Marita Covarrubias (voix)

## Théâtre
- The Only Game in Town (2000), d'après la pièce de Frank D. Gilroy
- La Chatte sur un toit brûlant (2000), d'après la pièce de Tennessee Williams
- The Love of the Nightingale, d'après la pièce de Timberlake Wertenbaker : Procne
- Ghosts, d'après la pièce de Henrik Ibsen : Regina
- Toros Y Hevos
- A Chorus Line, basé sur l'œuvre James Kirkwood Jr. and Nicholas Dante : Kristine
- The Winter's Tale, d'après la pièce de William Shakespeare : Hermione
- Time and the Conways, d'après la pièce de J. B. Priestley : Madge

## Distinctions
- Look of the Year (gagnante, 1986)
- Natalie Wood Award de la meilleure actrice (gagnante, 1993)
- Gemini Award du meilleur second rôle féminin (nommée, 1996)
- Entertainment Weekly "IT" Siren (2001)
- Variety's 10 To Watch (2001)
- Saturn Award du meilleur second rôle féminin (nommée, 2011)
- Scream Award du meilleur second rôle féminin (nommée, 2011)
- Satellite Award for Best Cast – Television Series (gagnante, 2012)
- Saturn Award du meilleur second rôle féminin (gagnante, 2013)
- Screen Actors Guild Award (nommée, 2019)
- CinEuphoria Awards (Merit - Honorary Award) (gagnante, 2020)

## Voix françaises
Source et légende : version française (VF) sur RS Doublage
| - Déborah Perret dans : - Dumb and Dumber De - The Shield (série télévisée) - The Walking Dead (série télévisée) - Major Crimes (série télévisée) - Chicago Fire (série télévisée) - The Boys (série télévisée) | Et aussi - Danièle Douet dans The Majestic - Marie-Laure Dougnac dans Silent Hill - Christine Paillard dans The Mist - Mélanie Laberge dans Traîné sur le bitume - Eve Lorach dans X-Files : Aux frontières du réel (série télévisée) - Pascale Vital dans Les Sept Mercenaires (série télévisée) - Patricia Piazza Georget dans The Americans (série télévisée) - Juliette Degenne dans Proven Innocent (série télévisée) - Virginie Ledieu dans Double Écho (téléfilm) - Hélène Chanson dans Rencontre avec le passé (téléfilm) |